# Chmielowszczyzna-Kolonia
Chmielowszczyzna-Kolonia [xmjɛlɔfʂˈt͡ʂɨzna kɔˈlɔɲa] est un village polonais de la gmina de Szudziałowo dans le powiat de Sokółka et dans la voïvodie de Podlachie.